# Kansas
För andra betydelser, se Kansas (olika betydelser).

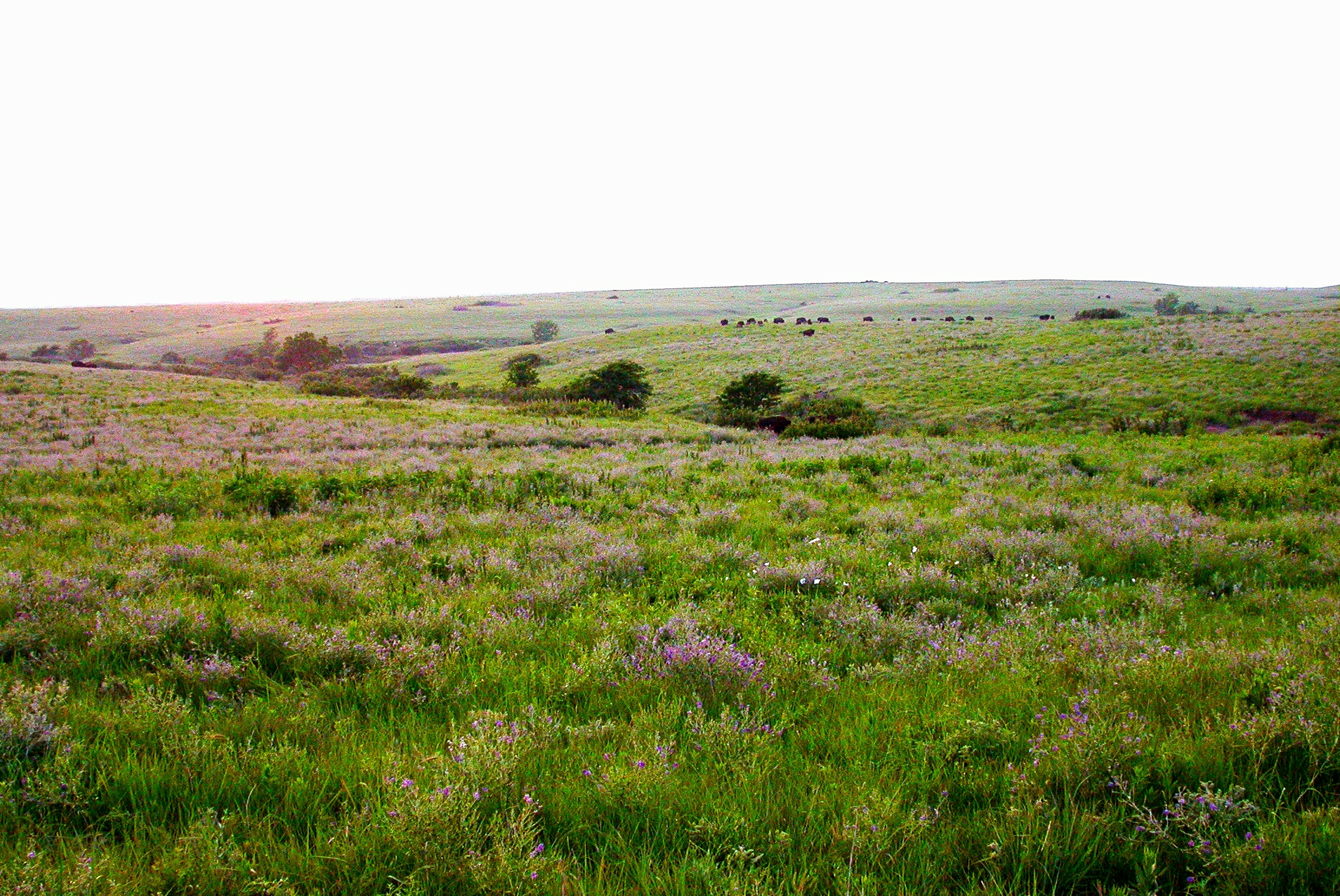
Stora slätterna i Kansas.

Kansas är en delstat i USA belägen i Mellanvästern. Den är uppkallad efter Kansasfloden som rinner genom den, vilket i sin tur fick sitt namn efter urfolket Kansa som bebodde området. Folkslagets namn (ursprungligen kką:ze) sägs ofta betyda "vindfolket" eller "södervindens folk", även om detta förmodligen inte var begreppets ursprungliga innebörd. Invånare i Kansas kallas "Kansans". I tusentals år var det som nu är Kansas hem för många olika urfolksgrupper. Stammar i östra delen av delstaten levde i allmänhet i byarna längs älvdalarna. Stammar i västra delen av delstaten var halvt nomadiska och jagade stora hjordar av bisonoxar. Kansas bosattes först av europeiska amerikaner på 1830-talet, men bebyggelsens takt ökade och accelererade på 1850-talet, mitt i det politiska kriget som var över slaverifrågan.
När Kansas officiellt öppnades för bebyggelse av den amerikanska regeringen 1854, rusade de abolitionista fristatarna från New England och nybyggare som var för slaveriet från angränsande Missouri, till territoriet för att avgöra om Kansas skulle bli en fristat eller en slavstat. Således var området en grogrund för våld och kaos i dess tidiga dagar då dessa styrkor kolliderade, och var känd som Bleeding Kansas. Abolitionisterna segrade till slut och den 29 januari 1861 klev Kansas in i unionen som en fristat. 

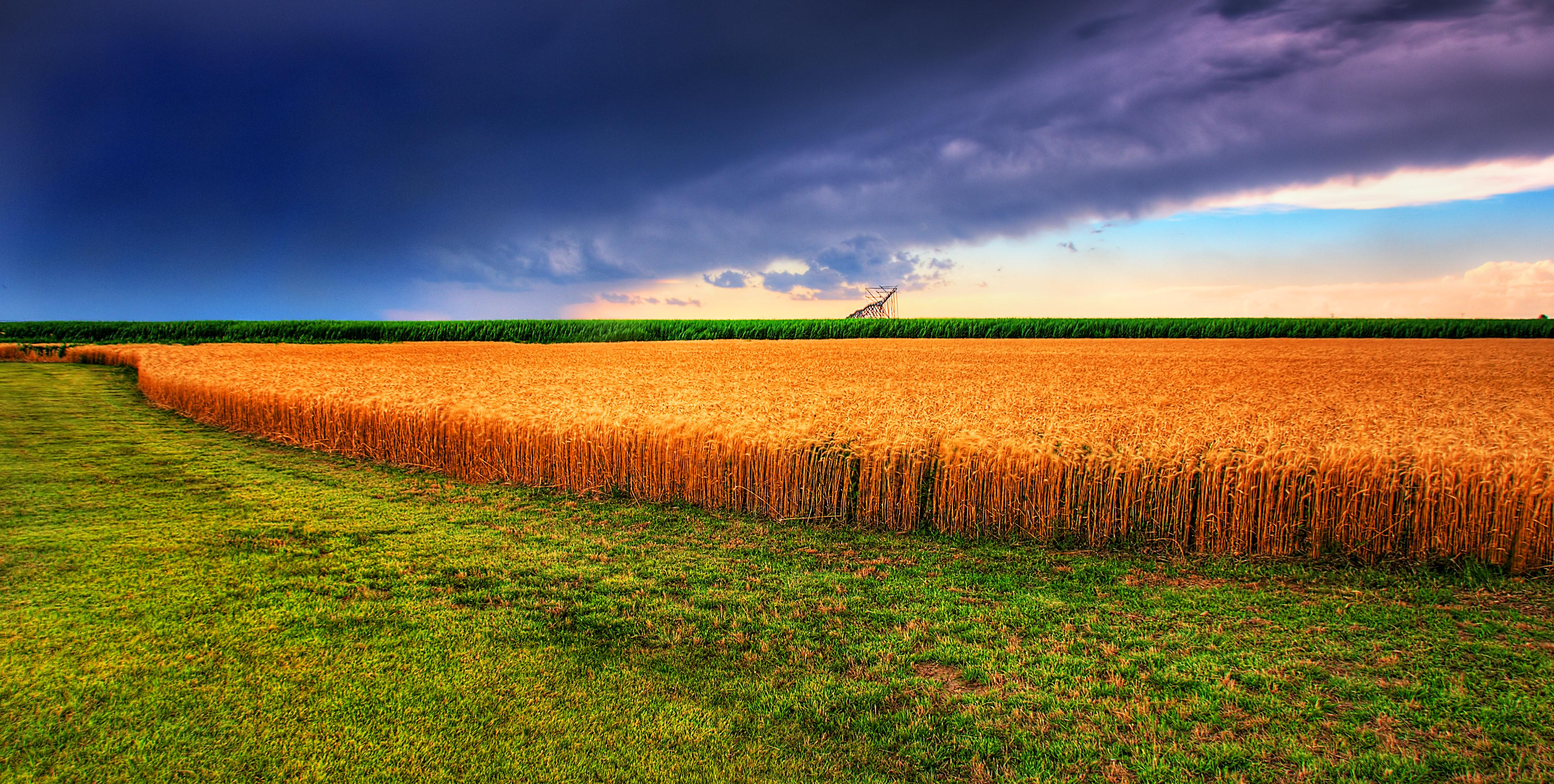
Vetesfält i Kansas

Efter inbördeskriget (1861–1865) ökade befolkningen i Kansas snabbt när vågor av immigranter gjorde prärien till jordbruksmark. I dag är Kansas en av de mest produktiva jordbruksstaterna, som producerar höga utbyten av vete, durror och solrosor. Kansas är den 15:e största och den 33:e mest folkrika av USA:s 50 delstater.

## Städer
De tio största städerna i Kansas (2010).
- Wichita - 382 368
- Overland Park - 173 372
- Kansas City - 145 786
- Topeka - 127 473
- Olathe - 125 872
- Lawrence - 87 643
- Shawnee - 62 209
- Manhattan - 52 281
- Lenexa - 48 190
- Salina - 47 707

## Kända personer födda i Kansas
- Walter Chrysler, biltillverkare
- Amelia Earhart, flygare
- Dwight D. Eisenhower, femstjärnig general, USA:s 34:e president
- Buster Keaton, komiker
- Stan Kenton, jazzmusiker
- Jack S. Kilby, fysiker, nobelpristagare
- Charlie Parker
- Damon Runyon, författare
- Vernon L. Smith, ekonom, mottagare av Sveriges Riksbanks pris i ekonomisk vetenskap till Alfred Nobels minne
- Earl W. Sutherland, fysiolog, farmakolog, nobelpristagare
- Jess Willard, boxare